# هر مکان، هر کجا، هر زمان
«هر مکان، هر کجا، هر زمان » (به آلمانی: Irgendwie, Irgendwo, Irgendwann) یک آهنگ NDW از گروه آلمانی ننااست که برای اولین بار در سال ۱۹۸۴ به صورت تک منتشر شد و همچنین در نسخه انگلیسی (Anyplace, Anywhere, Anytime) نیز موفق بود.

## تولید
نسخه‌های آلمانی و انگلیسی این آهنگ توسط اعضای گروه اووه فارنکروگ-پترسن و کارلو کارگس نوشته شده و توسط لیزا دال بلو ترجمه شده‌است. در ابتدا به صورت تک آهنگ در سال ۱۹۸۴ منتشر شد و در آلبوم (آتش و شعله 1985)ظاهر شد. نسخه انگلیسی آن با عنوان هر کجا، هر کجا، هر زمان در آلبوم (همه چیز در بازی است) در سال ۱۹۸۵ منتشر شد.
هیچ موزیک ویدئوی رسمی برای نسخه آلمانی یا انگلیسی این آهنگ وجود ندارد. ظاهر گروه در برنامه موسیقی (موزها) در ۱۳ سپتامبر ۱۹۸۴، که همچنین نمایانگر نمایش تلویزیونی نسخه آلمانی زبان است، به یک کلیپ ویدیویی بسیار نزدیک است.

## بازسازی باکیم وایلد
در سال ۲۰۰۲ ننا عنوان آلبوم (بیست سال-شاهکار ننا / 20 Years - Nena feat) را به خود اختصاص داد. ننا بالا در نسخه جدید این آهنگ، متن انگلیسی و آلمانی ترکیب شده‌است. این آهنگ با خواننده بریتانیایی کیم وایلد ضبط شد و تحت عنوان هر مکان، هر کجا، هر زمان منتشر شد. ویدئوی همراه درگیلدهال لندن و در کوچه چنج در لندن فیلمبرداری شده‌است. این یک نمایش در سراسر قاره اروپا بود اما در انگلیس منتشر نشد. ننا و کیم وایلد چندین بار در سال ۲۰۰۳ برای تبلیغ این تک آهنگ در برنامه‌های مختلف تلویزیونی با هم ظاهر شدند. آنها این آهنگ را هنگام کنسرت ننا در اکتبر ۲۰۰۲ در فرانکفورت و در دسامبر ۲۰۱۴ در یک کنسرت مشترک در هلند اجرا کردند.

## استقبال
آل‌میوزیک این ترانه را به عنوان "برجسته کلاسیک همیشه ننا" ("برجسته کلاسیک ننا") توصیف می‌کند. این تک آهنگ در سال ۱۹۸۴ در جدول آلمان به رتبه سه رسید. این آخرین ۱۰ موفقیتی بود که ننا در کشور خود داشت تا زمانی که دوباره آهنگ را به عنوان دوئت «هرجای دیگری»، «هر زمان» با کیم وایلد به عنوان بخشی از احیای شغل خود در سال ۲۰۰۲ احیا کرد. نسخه جدید همچنین به مدت دو هفته در بالای جدول پخش‌های هوایی آلمان قرار داشت. در اتریش، هر مکان، هر کجا، هر زمان بعد از ۹۹ بالون به دومین برتر شماره یک تبدیل شد.
| نمودار                    | بالاترین رتبه | هفته‌ها |
| آلمان: نمودارهای تک آلمان | ۳             | ۱۵     |
| اتریش: Ö۳ اتریش ۴۰ برتر   | ۱             | ۱۹     |
| سوئیس: موسیقی سوئیس       | ۹             | ۲۱     |

| نمودار                    | بالاترین رتبه | هفته‌ها |
| آلمان: نمودارهای تک آلمان | ۳             | ۱۹     |
| اتریش: Ö۳ اتریش ۴۰ برتر   | ۷             | ۱۲     |
| سوئیس: موسیقی سوئیس       | ۲             | ۱۲     |